# لوسبيتاليت دي يوبريغات
بلدية لوسبيتاليت دي يوبريغات (بالكاتالانية: l'Hospitalet de Llobregat) هي إحدى بلديات مقاطعة برشلونة، والتي تقع في منطقة كاتالونيا، شرق إسبانيا.
يبلغ عدد سكانها 251.848 نسمة وفقاً لإحصائية سنة (2007).

## توأمة
للوسبيتاليت دي يوبريغات اتفاقيات توأمة مع كل من:
- توزلا
- بايون

## معرض صور

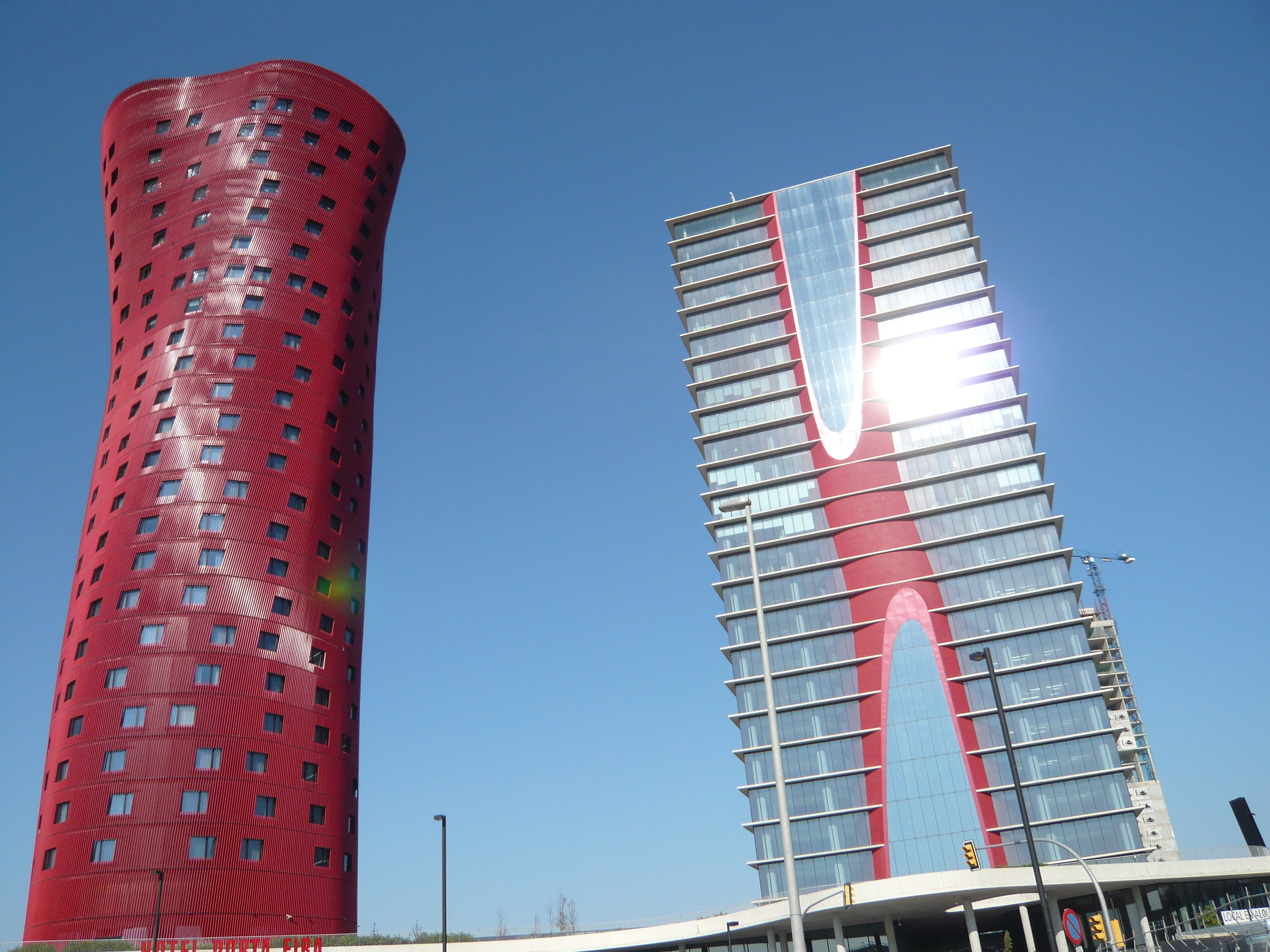
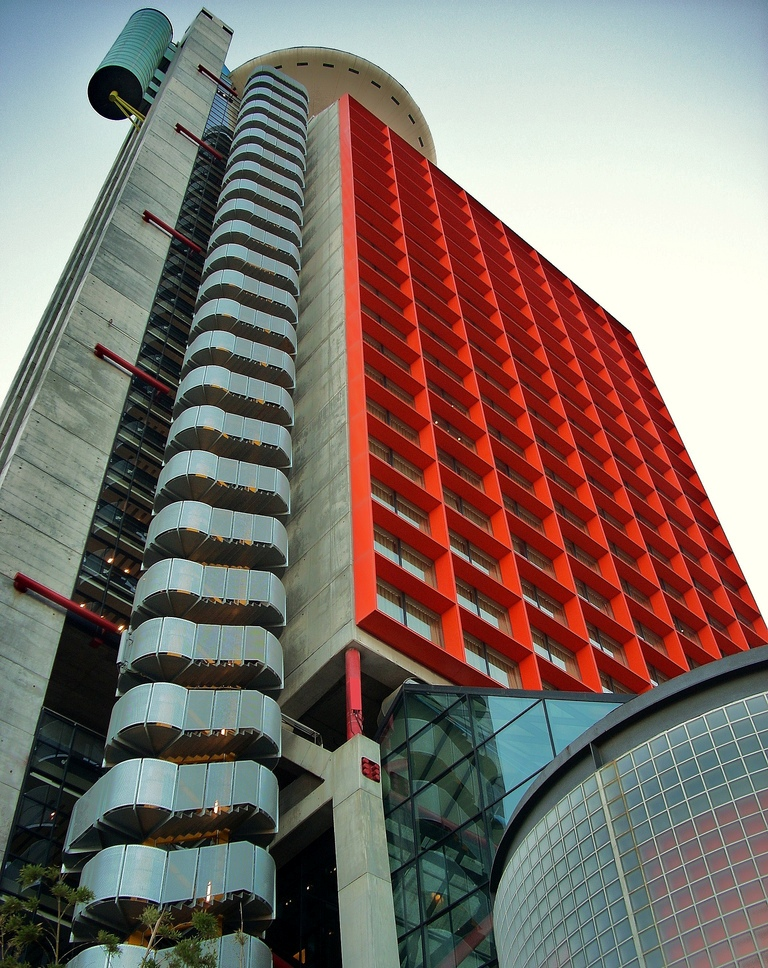
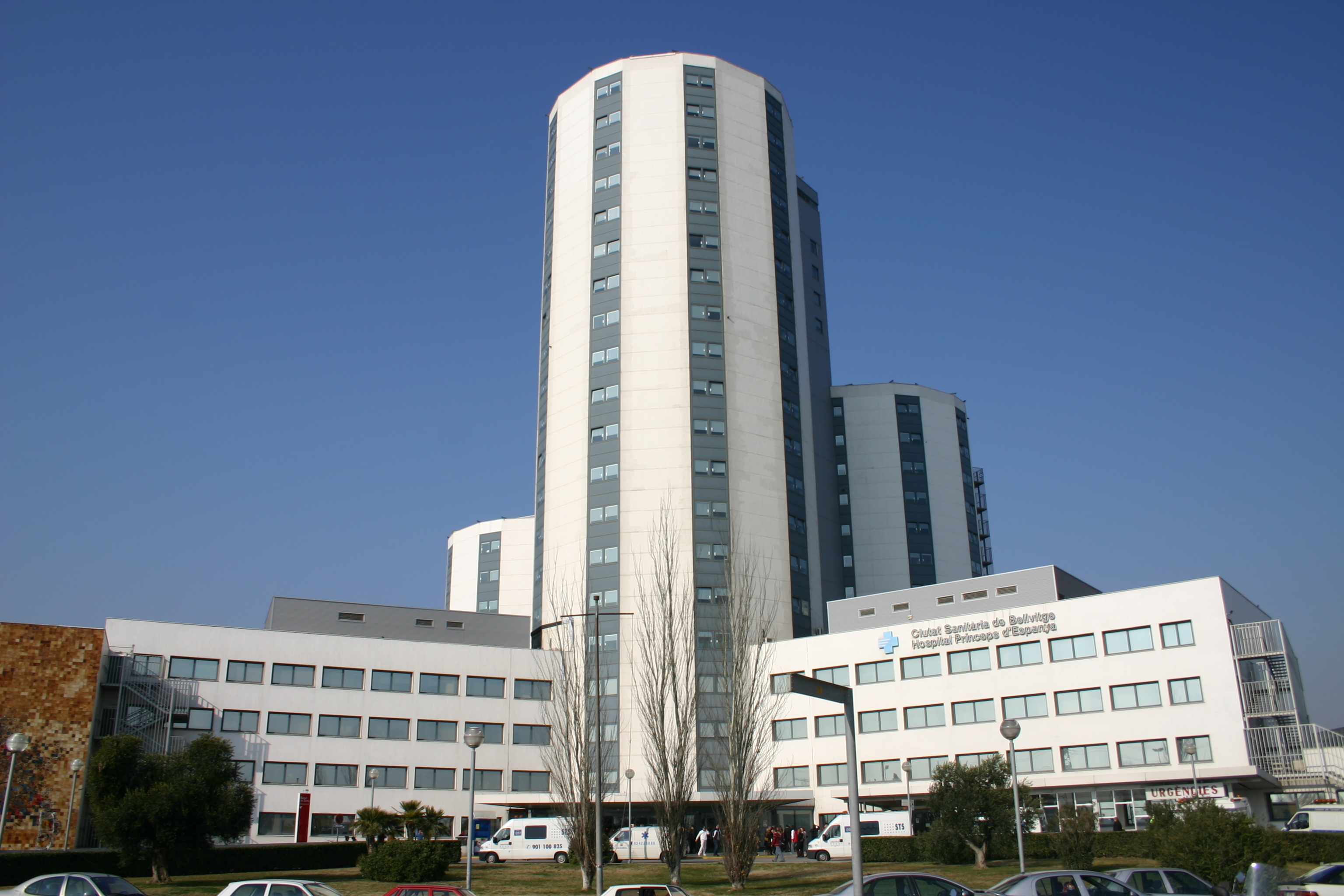

## أعلام
- سيرجيو
- جوردي ألبا
- أداما تراوري
- فيكتور فالديز
- فرانسيسكو كالفيت
- ألفونسو رودريغيز
- إيفان أغيلي
- جوردي مولا